# Валуев, Лев Иванович
Лев Иванович Валуев — российский учёный-химик, специалист в области синтеза и химической модификации высокомолекулярных соединений, лауреат Государственной премии РФ в области науки и техники за 2002 г.

## Биография
Родился 5 декабря 1943 года в Москве.
Окончил химический факультет Московского государственного университета (1966) и его аспирантуру (1969), работал там же. В 1970 г. защитил кандидатскую диссертацию: «Исследование механизма радикальной сополимеризации в присутствии комплексообразователей», в 1984 г. — докторскую: «Химическая модификация полимеров физиологически активными веществами и макромономерами на их основе».
С 1986 г. работает в ИНХС РАН, с 1988 по 2009 г. заведующий Лабораторией химии медико-биологических полимеров.
Доктор химических наук, профессор, главный научный сотрудник ИНХС РАН.
Создал новый класс полимеризующихся соединений — макромономеров на основе высокомолекулярных физиологически активных веществ и провёл фундаментальные исследования, позволившие разработать оригинальные методы регулирования строения и свойств широкого круга материалов на основе синтетических полимеров и природных физиологически активных веществ.
На основе его разработок созданы:
- биоспецифические сорбенты для аналитических и препаративных целей, в том числе гемосорбенты для удаления токсичных веществ из крови;
- каталитические системы на основе соиммобилизованных физиологически активных веществ;
- химические реакторы, реагирующие на изменение внешних условий;
- полимерные вещества для термоактивируемого направленного транспорта иммобилизованных на них соединений;
- гемосовместимые полимерные материалы с самообновляющимися покрытиями;
- полипептидные препараты с повышенной устойчивостью к протеолизу.

Опубликовал более 150 научных работ, получил 88 авторских свидетельств СССР и патентов России, США, Германии, Дании, Белоруссии. Под его руководством защищено 8 кандидатских и 3 докторских диссертаций.
Список публикаций: https://istina.msu.ru/workers/1460251/
Лауреат Государственной премии РФ в области науки и техники за 2002 г. Награждён медалью ордена «За заслуги перед Отечеством» 2-й степени (1999).